# Karl Schmitz (Fußballspieler)
Karl Schmitz (* 24. Juni 1924 in Niederkassel; † 2. Juli 1981 in Balingen) war ein deutscher Fußballspieler.

## Karriere
Schmitz kam in der 1947 gegründeten Oberliga West, eine von seinerzeit fünf Staffeln, als höchste Spielklasse im deutschen Fußball, in der Premierensaison für den VfR Köln 04 rrh. in 20 Punktspielen zum Einsatz, in denen er vier Tore erzielte. Er debütierte am 14. September 1947 (1. Spieltag) beim 1:1 unentschieden im Heimspiel gegen den VfL Witten; sein erstes Tor erzielte er am 2. November 1947 (8. Spieltag) beim 1:1 unentschieden im Heimspiel gegen den TSG Vohwinkel 80 aus dem gleichnamigen Wuppertaler Stadtteil mit dem Treffer zum 1:0 in der 25. Minute.
In der Saison 1949/50 spielte er dann für den Oberliga-Neuling 1. FC Köln. Vom 11. September 1949 (2. Spieltag) bis zum 19. März 1950 (24. Spieltag) bestritt er zwölf Punktspiele unter Spielertrainer Hennes Weisweiler, in denen er ohne Torerfolg geblieben ist.
Von 1966 bis 1968 trainierte er den SV Eintracht Nordhorn in der Landesliga Niedersachsen.